# Lill-Babs i lyxförpackning
Lill-Babs i lyxförpackning är ett samlingsalbum med Lill-Babs som gavs ut 2004 då hon firade 50 år som verksam artist  i samband med krogshowen 50 år i lyxförpackning.

## Låtlista
Albumet innehåller 38 låtar.

### CD 1
1. En tuff brud i lyxförpackning (1961)
2. Järvsöpolska (2004)
3. Gröna, granna, sköna, sanna sommar (1963)
4. April, april (1961)
5. Jag kan inte leva utan dig (1965)
6. Därför är jag en vagabond (1977)
7. Älskade ängel (1994)
8. Är du kär i mig ännu, Klas-Göran? (1959)
9. Anna Stark (1982)
10. Itsy Bitsy Teenie Weenie Yellow Polka Dot Bikini (1960)
11. Jag har en liten melodi (1972)
12. Mina kärleksbrev dom vill jag ha igen (1961)
13. Manolito (1968)
14. Letkis-Jenka (1965)
15. Our Love Is Here To Stay (2003)
16. En hemhävd stillsam tös (1956)
17. Nu är jag fri från en dröm (1975)
18. Välkommen till världen (1971)
19. Du publiken (1976)

### CD 2
1. Leva livet (It's My Party) (1963)
2. Saknar dig (2004)
3. Läppstift på din krage (Lipstick on Your Collar) (1959)
4. Den som glad är (1958)
5. Vinden i min själ (1979)
6. Dansa (1975)
7. The Midnight Sun Will Never Set (2004)
8. Min mammas boogie (1954)
9. Kyss mig honey, honey (1959)
10. Snurra min jord (2004)
11. Arvid (1966)
12. Barbro Öhmans vals (1962)
13. Ingen gör bort sig som jag (1975)
14. Längtan (1976)
15. Mame (1967)
16. Mamma, en karl har sett på mig (1957)
17. Hem, hem till lilla Järvsö (1961)
18. Mitt liv (2004)
19. Bli en show/Det är få kvällar som showkvällar (1977)

## Listplaceringar
| Lista (2004) | Topplacering |
| ------------ | ------------ |
| Sverige      | 21           |

### Fotnoter
1. ↑  ”50 år i lyxförpackning - Lill-Babs jubileumsshow”. Södermanlands nyheter. 17 september 2004. Arkiverad från originalet den 23 juni 2013. https://archive.is/20130623225738/http://www.sn.se/kulturnoje/2.737/1.309111?m=print. Läst 12 juni 2013.
2. ↑  ”Lill-Babs i lyxförpackning”. Svensk mediedatabas. Kungliga biblioteket. 26 februari 2004. http://smdb.kb.se/catalog/id/001432329. Läst 12 juni 2013.
3. ↑  ”Lill-Babs i lyxförpackning”. Hitparad. 26 februari 2004. http://hitparad.se/showitem.asp?interpret=Lill%2DBabs&titel=I+lyxf%F6rpackning+%2D+Det+b%E4sta&cat=a. Läst 12 juni 2013.